# Equitazione inglese

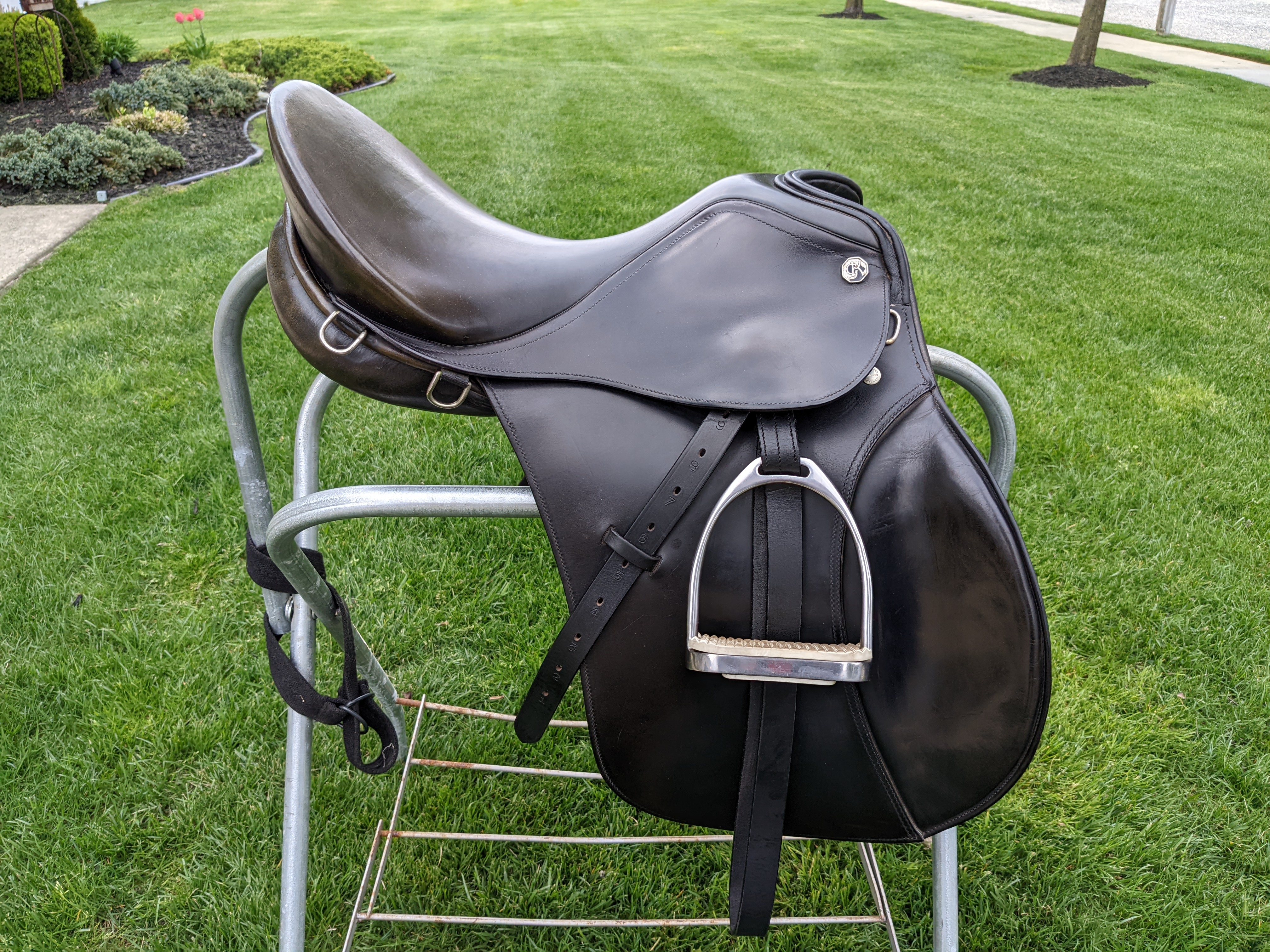
Una sella inglese, priva del pomello tipico dell'equitazione americana.

L'equitazione inglese, meglio conosciuta come monta inglese (o "all'inglese") è stata la prima a diffondersi in Europa ed è tuttora la più praticata. I cavalli usati sono spesso il purosangue inglese, il purosangue arabo e il cavallo da sella francese.
Si differenzia dall'equitazione americana per la sella, priva di pomello, per l'abbigliamento generalmente più formale e per le discipline. Il salto ostacoli, il dressage e il polo, ad esempio, sono discipline all'inglese.